# Dark Ballet
Dark Ballet – utwór muzyczny nagrany przez amerykańską piosenkarkę Madonnę do jej czternastego albumu studyjnego Madame X. Piosenka została wydana jako singel promocyjny 7 czerwca 2019 roku.

## Wydanie i kompozycja
Wydanie „Dark Ballet” zostało zapowiedziane wraz z wydaniem pierwszego singla promocyjnego 3 maja 2019 roku. „Dark Ballet” zostało wydane 7 czerwca jako trzeci, i ostatni przed wydaniem albumu, singel promocyjny.
„Dark Ballet” zostało napisane i wyprodukowane przez Madonnę oraz Mirwaisa. Jest to utwór o gatunku eksperymentalnego popu i posiada zautotune'owane wokale oraz część aktu drugiego „Dziadka do orzechów” Czajkowskiego. Madonna podała jej ulubiony film, czyli Mechaniczną pomarańczę, oraz Joannę d’Arc jako inspiracje dla piosenki.

## Promocja

### Teledysk
Tego samego dnia co wydano utwór, na kanale Madonny w serwisie YouTube został opublikowany teledysk, który był wyreżyserowany przez Emmanuela Adjei. Teledysk zaczyna się od cytatu Joanny d’Arc a kończy się cytatem Mykki Blanco, który gra główną rolę w klipie, gdzie władze kościoła zaaresztowały i spaliły go na stosie. Teledysk otrzymał nominację w kategorii Best Pop Video - International na 11. ceremonii rozdania nagród UK Music Video Awards.

### Wystąpienia na żywo
Madonna zaśpiewała część tej piosenki podczas Met Gali w 2018 roku, wówczas pod roboczym tytułem „Beautiful Game”. Pomiędzy „Like a Prayer” a „Future” na Eurowizji w 2019 roku piosenkarka zaśpiewała z playbacku łącznik „Dark Ballet” między mocno zauto-tune'owaną częścią a końcem utworu, a w tle na ekranach były ukazane urywki z teledysku. „Dark Ballet” jest drugą piosenką wykonywaną przez Madonnę na koncertach w ramach jej trasy Madame X Tour.

## Lista utworów
| Nr | Tytuł utworu  | Długość |
| -- | ------------- | ------- |
| 1. | „Dark Ballet” | 4:14    |
|    |               | 4:14    |

## Notowania
| Terytorium      | Notowanie (2019)           | Najwyższa pozycja | Przypis |
| --------------- | -------------------------- | ----------------- | ------- |
| Francja         | Top Singles Téléchargés    | 49                | [ 13 ]  |
| Wielka Brytania | UK Singles Downloads Chart | 83                | [ 14 ]  |